# Earophila
Earophila là một chi bướm đêm thuộc họ Geometridae.